# Crossandra nilotica
Crossandra nilotica là một loài thực vật có hoa trong họ Ô rô. Loài này được Oliv. mô tả khoa học đầu tiên năm 1875.

## Hình ảnh

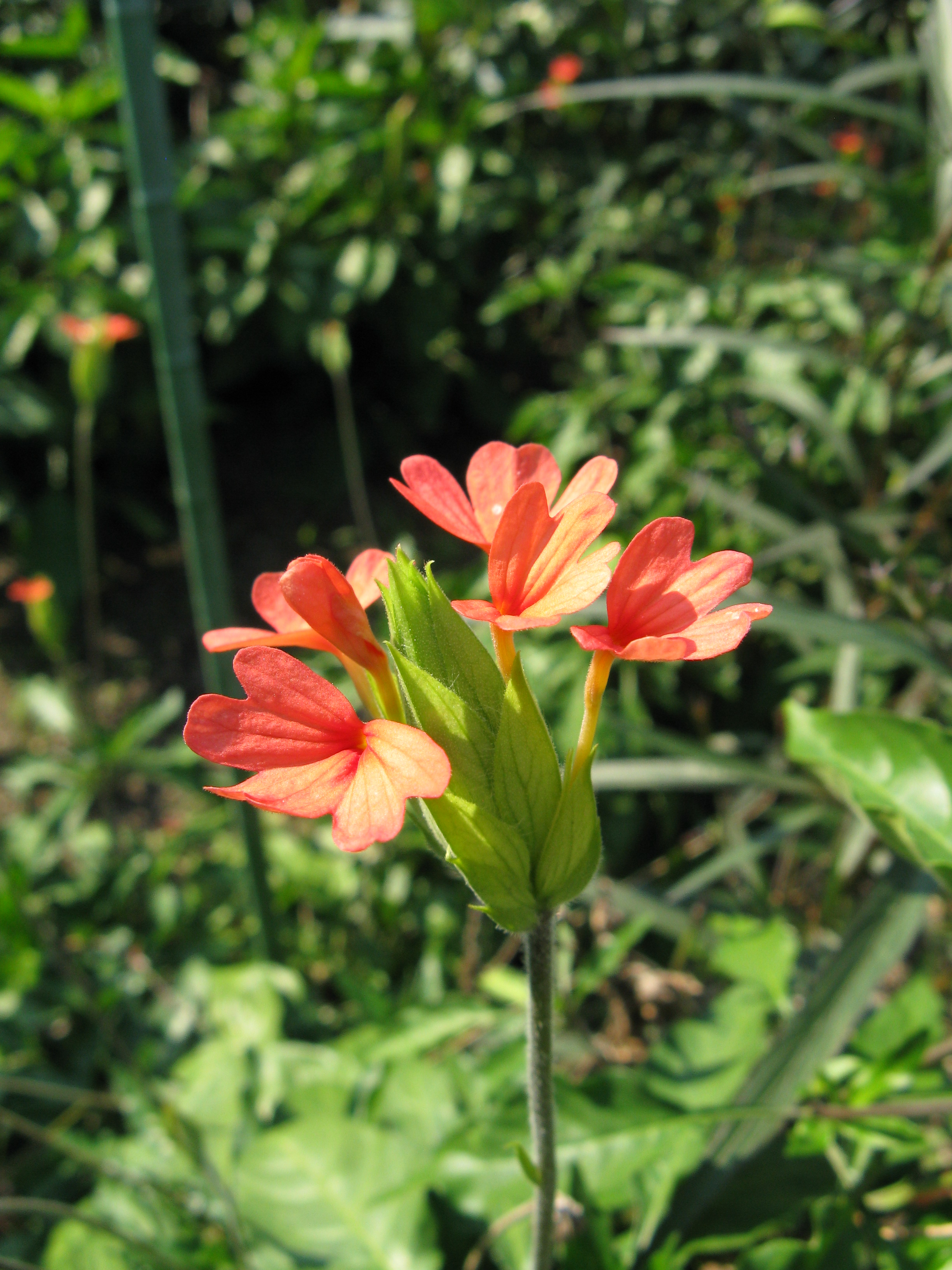
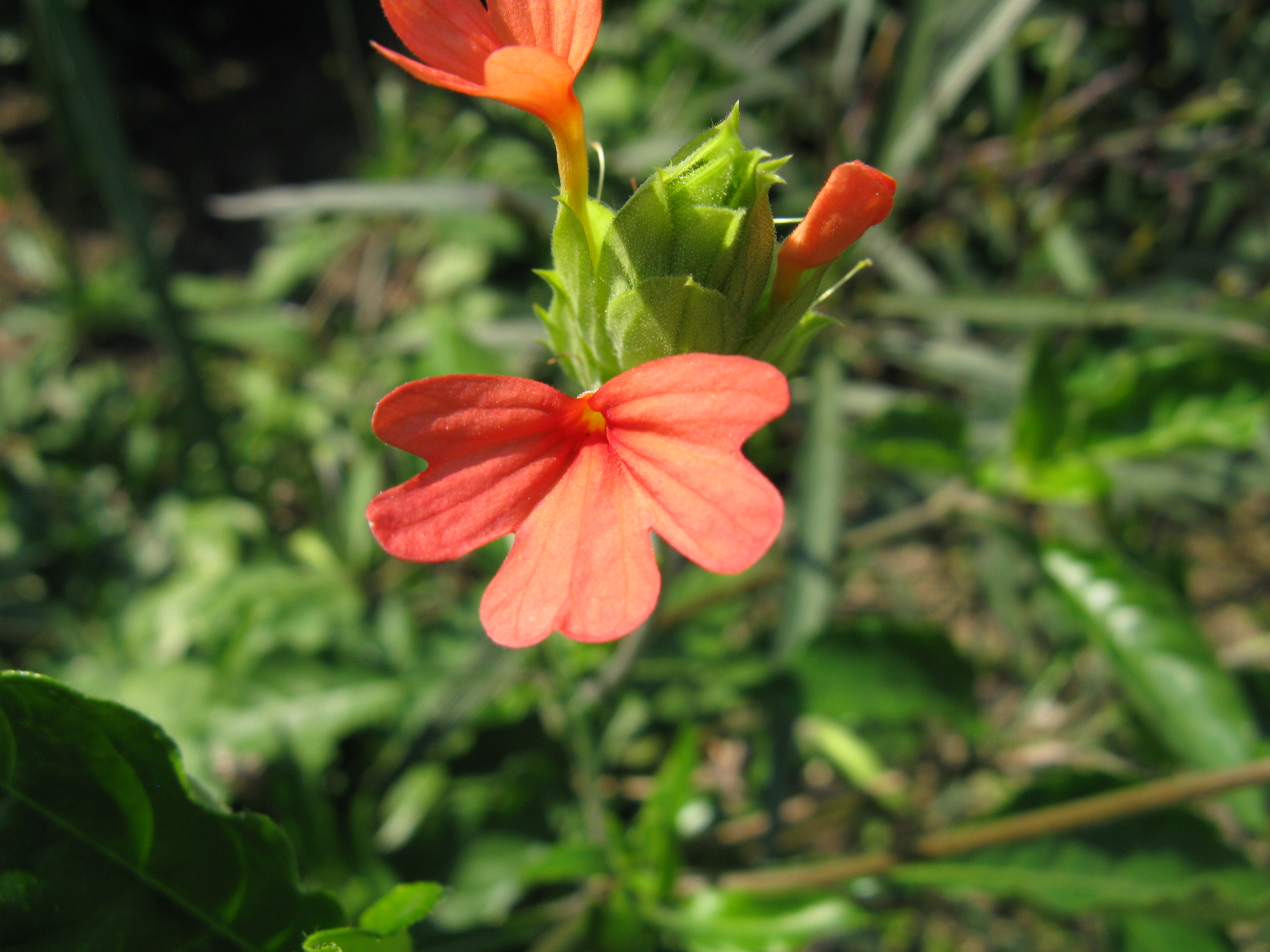
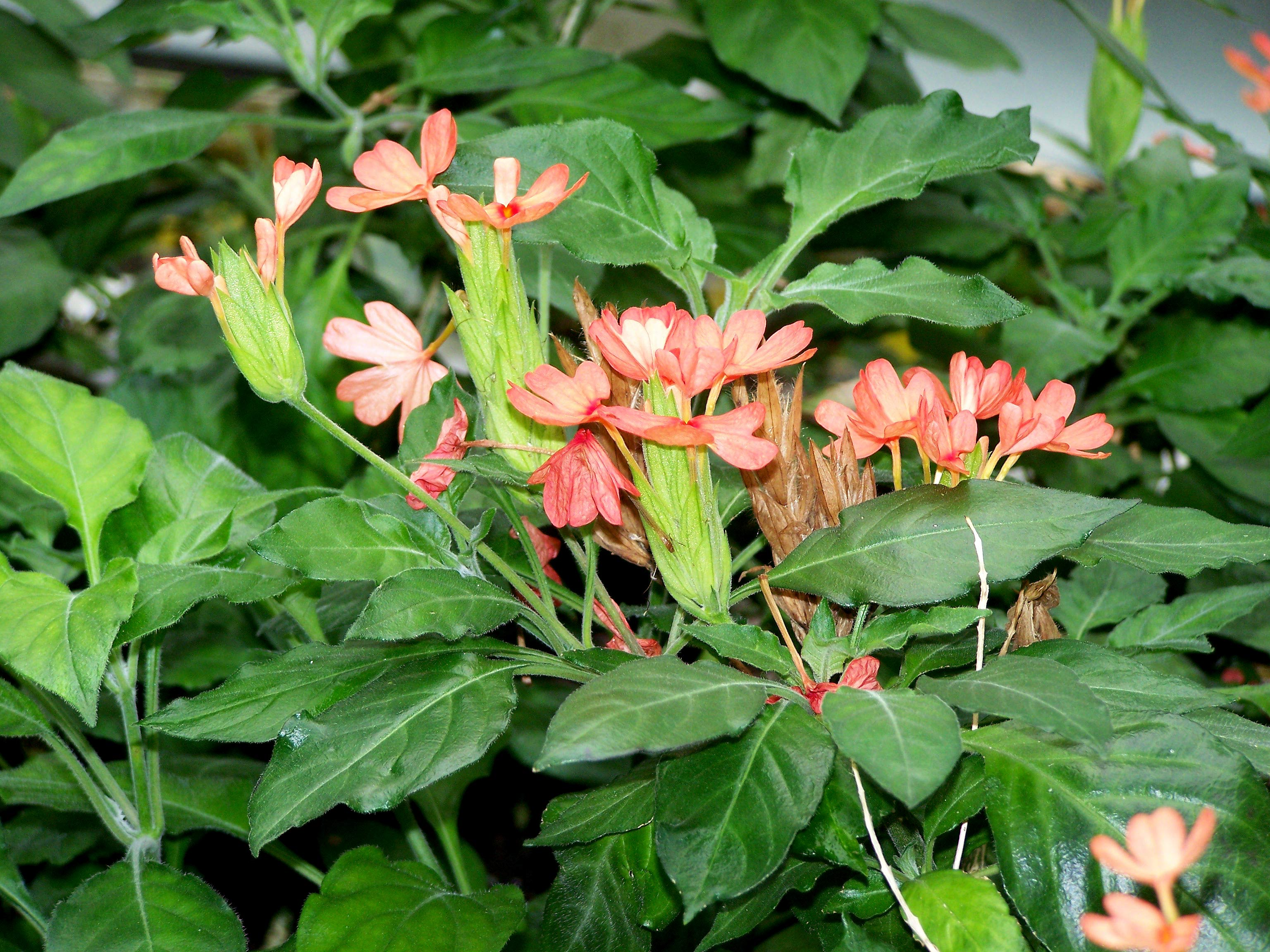